# 第三次ミトリダテス戦争
第三次ミトリダテス戦争（だいさんじミトリダテスせんそう）は、ポントス王国とローマの間に紀元前75年から紀元前65年に起きた戦争で、3度にわたるミトリダテス戦争の最後のものである。この戦争ではミトリダテス6世が率いるポントスが先手を打って攻勢に出たが、ローマが逆転し、グナエウス・ポンペイウスの遠征軍がポントスを滅ぼした。ポンペイウスは余勢をかってアルメニア王国、シリア（セレウコス朝、プトレマイオス朝）、ハスモン朝ユダヤまでローマの勢力圏におさめた。

## 開戦まで
第二次ミトリダテス戦争の後、ポントスとローマの間の戦争は止んだ。しかしポントスに対する反乱やカッパドキアとの国境争いがあり、地域の紛争は続いていた。紀元前77年にクィントゥス・セルトリウスがヒスパニアでローマに対する反乱を起こした。ポントス王ミトリダテス6世はセルトリウスの反乱に呼応して、前75年にローマに対する戦争を起こした。

## 戦争の経過

### ルクッルスのビテュニア・ポントゥス戦役（前74年 - 前71年）
紀元前74年の春、ミトリダテス6世はアルメニア王国やボスポロス王国と同盟を結び、大軍を催してビテュニアに攻め込んだ。ビテュニア王ニコメデス4世はこの年に子供を残さず死亡、王国をローマに遺贈していた。ビテュニアの新たな支配者として着任した総督のコッタはカルケドンに立て篭もった。ミトリダテス6世はこの市を封鎖してビテュニアを制圧し、さらにアシア属州へ向かった。
ローマはグナエウス・ポンペイウスをヒスパニアに送り、アシア属州にはルキウス・リキニウス・ルクッルスを送り込んだ。ルクッルスは現地のものと合わせて5個軍団を中核とする軍を編成した。キュジコスの戦いは頑強なキュジコス市の守りと、補給線を遮断したルクッルスの作戦で、冬にはローマの勝利に終わった。ミトリダテス6世軍は退却中に大損害を出した。
その後、ローマはビテュニアの占領確保に、ポントスは軍の建て直しに時間をかけた。ルクッルスは紀元前71年に行動を起こしてポントスに攻め込み、ポントスのいくつかの都市を攻めた。迎撃に出たミトリダテス6世はカビラの戦いで敗れてアルメニアに亡命した。ルクッルスはそのままポントス各地に軍を進め、全土を占領した。この年には、セルトリウスの反乱と第三次奴隷戦争（スパルタクスの反乱）が鎮圧された。

### ルクッルスのアルメニア戦役（前69年 - 前67年）
ルクッルスはアルメニアにミトリダテス6世の引き渡しを求めたが、ミトリダテス6世の婿に当たるアルメニア王ティグラネス2世は断った。ルクッルスはポントス平定が終わると、紀元前69年にアルメニアに侵入した。エウフラテス川を越えたルクッルスは、ティグラノセルタという町を攻めた。ティグラネス2世はアルメニア軍を率いて救援に出たが、ティグラノセルタの戦いで敗れた。ティグラノセルタはギリシャ人傭兵の内応で陥落した。
ティグラネス2世はパルティアに援軍を求める使者を遣わし、ルクッルスもパルティアに援軍をよこすかさもなくば中立でいるよう求める使者を出した。パルティアは双方に色よい返事をして静観した。ティグラネス2世はミトリダテス6世に歩兵を預け、自らは騎兵を率いてルクッルスと対峙した。両軍の対陣が長引いたので、ミトリダテス6世は自国に戻ってポントス奪回にとりかかった。紀元前67年にミトリダテス6世は陣頭指揮をとって会戦を挑み、2度にわたって勝利を得たが、2度とも自らの負傷のため追撃できなかった。
アルメニア戦役を略奪に頼って始めたルクッルスは、補給の困難を感じはじめた。ルクッルスは元老院に召還され、ローマ軍は引き上げ、ミトリダテス6世はポントスを回復した。

### ポンペイウスの諸戦役（前66年 - 前64年）
ポンペイウスはヒスパニアの反乱を鎮圧した後に地中海の海賊を掃討した。キリキア征服によってこの戦争が終わると、残るローマの敵はポントスだけになった。ポンペイウスはミトリダテス6世に対する戦争の指揮権をゆだねられた。
一度国を占領されたポントスの戦備は、本腰を入れたローマ軍に対抗できるものではなかった。ポンペイウスは後方からの兵站組織をしっかり構築しており、この面でも付け入る隙はなかった。幾度か交戦しつつ、ミトリダテス6世は小規模の軍隊を率いて退却を続け、ポントスからコルキスに脱した。彼はコルキスからアルメニア、スキュティアを通って、アゾフ海に出て、ポントスの従属国だったクリミア半島のボスポロス王国にたどりついた。

## 戦後処理
ポンペイウスはポントスを占領してからコルキスを通過し、ミトリダテス6世との戦争が終了したと判断して、紀元前65年にアルメニアに入った。
この時アルメニアでは、ティグラネス2世と彼の王子達との間に争いが起こった。ミトリダテス6世の娘クレオパトラを母とした3人の王子のうち2人は殺されたが、残る1人で王と同名のティグラネス（小ティグラネス）はパルティアへ、ついでポンペイウス軍のもとに身を寄せた。続いてティグラネス2世もポンペイウスのもとに降ったので、ポンペイウスは父子が国土を分割するように仲裁した。しかし小ティグラネスがパルティアとローマの戦争を画策したため、ポンペイウスはこの王子を捕虜にして、彼に分割されるはずだった領土をカッパドキアに与えた。小ティグラネスはポンペイウスがローマに凱旋した後で殺された。
紀元前64年にポンペイウスは南下してセレウコス朝シリアを滅ぼし、ユダヤを属国にした。
ミトリダテス6世はボスポロスで重税を課して軍を編成し、ガリア人と同盟してイタリアに侵入しようと考えた。しかし、前63年に息子のファルナケスが反乱を起こしたため、護衛兵に命じて自らを殺させた。ファルナケスはポンペイウスに使者を送り、ローマと講和してボスポロス王国を保った。